# Brabantsche Yeesten

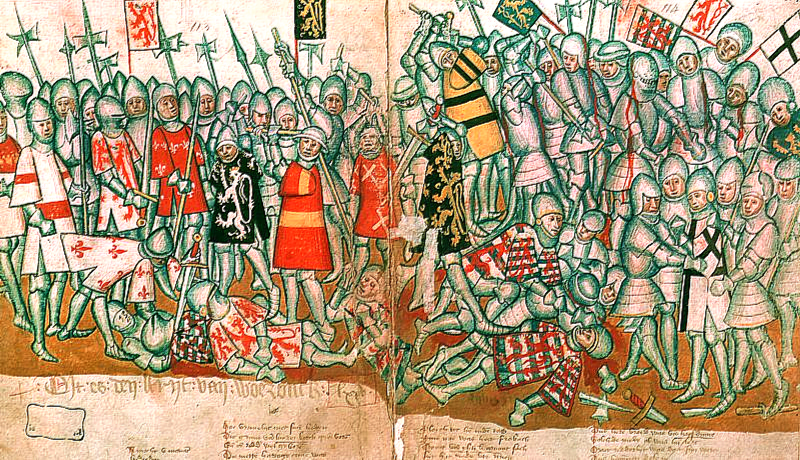
Die Schlacht von Worringen 1288 aus einer Handschrift der Brabantsche Yeesten in der Königlichen Bibliothek zu Brüssel (ms. IV 684, um 1440/50)

Die Brabantsche Yeesten oder Gestes de Brabant sind eine ab der ersten Hälfte des 14. Jahrhunderts entstandene Reimchronik mit mehr als 46.000 Versen. In fünf (später ergänzt auf sieben) Büchern erzählt das Werk in mittelniederländischer Sprache die Geschichte des Herzogtums Brabant von den Anfängen bis ins Spätmittelalter und die Heldentaten der Herzöge von Brabant. Autor der ersten fünf Bücher ist der Stadtschreiber von Antwerpen Jan van Boendale (ca. 1280–ca. 1351). Die Bücher sechs und sieben entstanden etwa hundert Jahre später. Der Titel „Brabantsche Yeesten“ stammt vom Dichter selbst (Buch 1, Vers 50). „Yeesten“ (aus französisch gestes, zu lateinisch gesta) sind Taten oder Heldentaten.

## Entstehung
Die ersten fünf Bücher der „Brabantsche Yeesten“ wurden zwischen 1318 und etwa 1350 als Auftragsarbeit für einen Antwerpener Patrizier geschrieben. Sie umfassen 16.318 Verse und sind von Jan de Klerk in Antwerpen verfasst, der als Jan van Boendale identifiziert wurde. Die Bücher sechs und sieben mit einer Fortsetzung der Reimchronik bis in das Jahr 1440 entstanden etwa hundert Jahre später. Autor und Entstehungsort des sechsten (datiert 1432) und siebten Buches (datiert 1440) sind unbekannt.
Boendale stützte sich auf mehrere Quellen, einschließlich der „Chronica de origine ducum Brabantiae“ (Chronik vom Ursprung der Herzöge von Brabant) von 1294 und anderer Genealogien der Herzöge von Brabant. Seine Hauptquelle aber war der „Spieghel Historiael“ des Jacob van Maerlant, aus dem er seine ersten drei Bücher fast wörtlich übernahm.
Boendale selbst schrieb in seiner Einleitung, dass er die Geschichte der Herzöge von Brabant wahrheitsgemäß darstellen wolle. Die brabantische Schwanenrittersage bezeichnet er wie schon Jacob van Maerlant als Lüge:

„Om dat van Brabant die hertoghen

Voermaels dicke sijn beloghen,

Alse dat si quamen metten swane,

Daer bi hebbic mi ghenomen ane

Dat ic die waerheit wille ontdecken,

Ende in dietscher rime vertrecken“

Im fünften Buch schreibt Jan van Boendale als Zeitzeuge. Die Chronik vertritt allerdings den Brabanter Standpunkt und ist nicht als objektive Darstellung anzusprechen.

## Inhalt und Aufbau
In seinem ersten Buch erzählt Boendale die Abstammung der Herzöge von Brabant von den Trojanern. Dann macht er einen Zeitsprung zu den Merowingern und den Pippiniden. Das erste Buch endet mit dem Tod Pippins des Kurzen 768. Das zweite Buch ist dessen Sohn Karl, dem König und Kaiser des karolingischen Reiches gewidmet. Im dritten Buch kommt Boendale zur Geschichte von Brabant. Die Betonung liegt hier auf Gottfried von Bouillon, dem Führer des Ersten Kreuzzuges. Die Herzöge von Niederlothringen werden im vierten Buch behandelt: Gottfried I., II. und III. von Löwen und Heinrich I., II. und III. von Brabant. Über diese Herrscher kommt Boendale zu Herzog Johann I., dem Sieger der Schlacht von Worringen 1288. Das fünfte und zunächst letzte Buch erzählt die Regierungszeit von Johann I., II. und III. Bis kurz vor seinem Tod arbeitete Boendale an der Chronik und fügte weitere Kapitel hinzu.

## Überlieferung
Die Brabantsche Yeesten sind in sieben Handschriften überliefert. Ab 1839 wurden sie von Jan Frans Willems und Jean Henri Bormans erstmals im Druck herausgegeben.
Die Königliche Bibliothek zu Brüssel erhielt 1970 im Tausch vom Generalarchiv zwei in die erste Hälfte des 15. Jahrhunderts datierte Handschriften der Brabantsche Yeesten (ms. IV 684 und ms. IV 685). Die beiden Handschriften auf Papier bieten den am weitesten aktualisierten Text aller Handschriften. Das Fragment ms. IV 684 umfasst nur das Buch vier und ist mit 69 auffallend realistischen Bildern illustriert und damit die einzige erhaltene illustrierte Handschrift der Yeesten. Der Band ms. IV 685 mit Buch fünf enthält Leerräume für Bilder, ist jedoch nicht illustriert. Die beiden Bände stammen vermutlich aus der Abtei Affligem bei Brüssel. In das Generalarchiv gelangten sie 1835 durch Schenkung des Sammlers Pierre François Ghysel. Sie waren nur durch einen glücklichen Zufall der Vernichtung entgangen. Der Sammler hatte sie einem Tabakhändler abgekauft, der vorhatte, die Blätter als Packpapier zu verwenden.

## Belege
1. ↑  Bernard Bousmanne: Jan van Boendale, Brabantsche Yeesten, online bei belgica.kbr.be